# Рамон Новарро
Рамо́н Нова́рро (ісп. Ramón Novarro, повне ім'я Хосе́ Рамо́н Гіль Саманьєго ісп. José Ramón Gil Samaniego; 6 лютого 1899, Вікторія-де-Дуранго, Мексика — 30 жовтня 1968, Північний Голлівуд, Каліфорнія, США) — американський актор мексиканського походження, зірка «німого» кіно.

## Особисте життя
Все своє життя Новарро страждав від суперечності почуттів своєї римо-католицької віри та гомосексуальності. Його довічну боротьбу з алкоголізмом часто пов'язують з цими проблемами.На початку 1920-х років Новарро мав романтичні стосунки з композитором Гаррі Парчем, який на той час працював швейцаром у Лос-Анджелеській філармонії, але Новарро розірвав ці стосунки, досягши більшого успіху як актор. Він мав романтичні стосунки з голлівудським журналістом Гербертом Гоу, який також був його публіцистом наприкінці 1920-х років, та з заможним філантропом і меценатом із Сан-Франциско Ноелем Салліваном.

## Фільмографія

### Актор
| Рік  |   | Українська назва                     | Оригінальна назва                    | Роль                              |
| ---- | - | ------------------------------------ | ------------------------------------ | --------------------------------- |
| 1916 | ф | Жінка Жанна                          | Joan the Woman                       | голодний селянин (немає в титрах) |
| 1917 | ф | Маленька американка                  | The Little American                  | поранений солдат (немає в титрах) |
| 1921 | ф | Кумир публіки                        | A Small Town Idol                    | танцівник                         |
| 1921 | ф | Чотири вершники Апокаліпсису         | The Four Horsemen of the Apocalypse  | (немає в титрах)                  |
| 1922 | ф | Полонений Зенди                      | The Prisoner of Zenda                | Руперт                            |
| 1923 | ф | Скарамуш                             | Scaramouche                          | Андре-Луї Моро                    |
| 1925 | ф | Мічман                               | The Midshipman                       | Дік Рендалл                       |
| 1925 | ф | Бен-Гур: історія Христа              | Ben-Hur: A Tale of the Christ        | Іуда Бен-Гур                      |
| 1927 | ф | Коханці?                             | Lovers?                              | Хосе                              |
| 1927 | ф | Принц-студент у Старому Гейдельберзі | The Student Prince in Old Heidelberg | принц Карл Генріх                 |
| 1927 | ф | Дорога до романтики                  | The Road to Romance                  | Хосе Армандо                      |
| 1928 | ф | Через Сінгапур                       | Across to Singapore                  | Джоел Шор                         |
| 1928 | ф | Один молодий чоловік                 | A Certain Young Man                  | лорд Джеральд Брінслі             |
| 1928 | ф | Заборонені години                    | Forbidden Hours                      | Його Величність Михайло IV        |
| 1929 | ф | Летючий флот                         | The Flying Fleet                     | Томмі Вінслоу                     |
| 1929 | ф | Безтурботний                         | Devil-May-Care                       | Арман де Тревіль                  |
| 1930 | ф | Марш часу                            | The March of Time                    | камео                             |
| 1931 | ф | Мата Харі                            | Mata Hari                            | Лейтенант Алексіс Розанов         |
| 1960 | ф | Чортиця в рожевому трико             | Heller in Pink Tights                | Леон                              |